# Apostolisch vicariaat Esmeraldas
Het apostolisch vicariaat Esmeraldas (Latijn: Vicariatus Apostolicus Esmeraldensis) is een rooms-katholiek apostolisch vicariaat met als zetel Esmeraldas, in Ecuador. Het apostolisch vicariaat is vrijgesteld en valt als immediatum direct onder de Heilige Stoel, zonder te behoren tot een kerkprovincie. 

## Geschiedenis
Het apostolisch vicariaat werd opgericht op 14 december 1945, als de apostolische prefectuur Esmeraldas, uit delen van het bisdom Portoviejo. Op 14 november 1957 werd het verheven tot apostolisch vicariaat. 

## Parochies
Het apostolisch vicariaat had in 2020 een oppervlakte van 15.260 km2 en telde 588.120 inwoners waarvan 83,0% rooms-katholiek was.

## Ordinarii

### Prefecten
- Jeroteo del Carmelo (25 oktober 1946 - 28 juli 1954)

### Apostolisch vicarissen
- Angelo Barbisotti (14 november 1957 - 17 september 1972)
- Enrico Bartolucci Panaroni (14 juni 1973 - 10 februari 1995)
- Eugenio Arellano Fernández (1 juni 1995 - 5 juli 2021)
- Antonio Crameri (5 juli 2021 - heden)